# Котляковский проезд
Котляко́вский прое́зд (до 26 июня 2013 года — проекти́руемый прое́зд № 3689) — проезд в Южном административном округе города Москвы на территории района Москворечье-Сабурово (по другим данным — на границе районов Москворечье-Сабурово и Нагатино-Садовники).

## История
Проезд получил современное название 26 июня 2013 года, до переименования назывался проекти́руемый прое́зд № 3689.

## Расположение
Котляковский проезд проходит от Каширского шоссе на юго-запад до улицы Москворечье, за которой продолжается как 1-й Котляковский переулок. Согласно Закону города Москвы по Котляковскому проезду проходит граница районов Москворечье-Сабурово и Нагатино-Садовники. По Котляковскому проезду не числится домовладений.

## Транспорт

### Наземный транспорт
По Котляковскому проезду не проходят маршруты наземного общественного городского транспорта. У северо-восточного конца проезда расположена остановка «Гостиница Онкологического центра» автобусов № м86, с806, с820, 844 (на Каширском шоссе), автобуса № с806 (на улице Академика Миллионщикова).

### Метро
- Станция метро «Варшавская» Большой кольцевой линии  — западнее проезда, на Варшавском шоссе у примыкания к нему Чонгарского бульвара, на Каширском проезде.
- Станция метро «Каширская» Замоскворецкой и  Большой кольцевой линии — восточнее проезда, на пересечении Каширского шоссе и улицы Маршала Шестопалова.

### Железнодорожный транспорт
- Станция Варшавская Павелецкого направления Московской железной дороги — западнее проезда, между Варшавским шоссе и Каширским проездом.